# Villiers (motorfiets)
Villiers is een Brits bedrijf dat zelf weinig motorfietsen maakte, maar vooral bekend is door de fietsonderdelen en inbouwmotoren die door vele andere merken werden toegepast.
De bedrijfsnaam was Villiers Cycle Components Co, later The Villiers Engineering Co. Ltd., Wolverhampton.

## Voorgeschiedenis
In de jaren negentig van de 19e eeuw was het bedrijf Sunbeam een succesvol producent van fietsen. Oprichter en directeur John Marston was echter niet tevreden over de fietspedalen, die hij bij een toeleverancier kocht. Daarom stuurde hij zijn zoon Charles naar de Verenigde Staten om daar Sunbeam fietsen aan de man te brengen, maar ook om een bezoek te brengen aan Pratt & Whitney om het ontwerp voor betere pedalen te kopen, én de machines om deze te produceren. John besloot de pedalen niet in "Sunbeamland" te gaan produceren omdat de fabriek daar te klein voor was. Hij kocht daarop de vertinnerij en lakkerij van Edward Bullivant in Villiers Street in Wolverhampton. Charles werd aangesteld als directeur van de fietsonderdelenfabriek die hier werd gevestigd en hij kreeg acht personeelsleden.

## Villiers Cycle Components Co.
The Villiers Cycle Components Company werd in juli 1898 opgericht en zou aanvankelijk pedalen en andere onderdelen voor Sunbeam-fietsen maken. John Marston was vaak in de fabriek van zijn zoon te vinden om de kwaliteit van de pedalen te controleren, andersom was Charles ook vaak in de fabriek van zijn vader. Charles produceerde echter meer dan voor Sunbeam nodig was, en daarom ging men al snel aan andere fabrikanten leveren. Om deze verkoop te begeleiden werd Frank H. Farrer aangetrokken. Die was manager bij de Palmer Tyre Company in Coventry en hij ging de pedalen van Villiers verkopen. Daarvoor opende hij een eigen groothandel en de meeste Britse rijwielfabrieken gingen de kwalitatief hoogstaande pedalen gebruiken. In 1902 verkocht John Marston het bedrijf voor £6,000 aan zijn zoon Charles. Dat bedrag vertegenwoordigde slechts de waarde van de aanwezige productiemachines. In dat jaar werd ook het gepatenteerde "Free Wheel" ontwikkeld, een vrijloopnaaf voor fietsen die door alle fabrikanten werd ingekocht. Dat leverde zo veel werk op voor de kleine fabriek van Charles dat de productie van pedalen moest worden gestopt. Frank Farrer kwam in 1902 bij Villiers werken, dat intussen dertig werknemers had. Men ontwikkelde een derailleur voor fietsen en omdat de motorfietsen steeds populairder werden werd ook daarvoor een versnellingsapparaat, waarschijnlijk een naafversnelling, ontwikkeld. Daarmee zette het bedrijf een eerste stap op de motorfietsmarkt, die zo belangrijk zou worden.

## The Villiers Engineering Co. Ltd.
In 1912 werd Villiers een "Limited Company". Frank Farrer werd aandeelhouder. Er werd een eerste prototype van een inbouwmotor gemaakt, dat mislukte. Farrer stond er op een tweetaktmotor te ontwikkelen, maar niemand in het bedrijf had daar vertrouwen in. Tweetakten werden nauwelijks gebruikt en de viertaktmotoren maakten juist een snelle ontwikkeling door. Farrer hield voet bij stuk, en uiteindelijk schreef Charles Marston in een werkopdracht: "To oblige Mr. Farrer make him a two-stroke engine!" (Maak een tweetaktmotor om Mr. Farrer te plezieren!). Het eerste proefmodel kreeg nog de spotnaam "Flying Bedstead", maar Farrer was na een proefrit nog enthousiaster dan voorheen. Al in 1913 kwam de motor op de markt en hij was zeer succesvol. Villiers werd een van de grootste fabrikanten van inbouwmotoren in het Verenigd Koninkrijk en bij het bedrijfsjubileum in 1948 waren er al meer dan 750.000 verkocht. In 1956 werd het 2.000.000ste exemplaar geproduceerd en afgestaan aan het Science Museum in Londen. Ook de Villiers-vliegwielmagneet werd over de hele wereld beroemd.
In 1936 werd een inklapbare Villiers 250cc tweetaktmotor toegepast in een klein vliegtuigje, de Carden-Baynes Auxiliary. In feite was dit een gemotorseerd zweefvliegtuig, met genoeg brandstof om de motor dertig minuten te laten werken.
Na de Tweede Wereldoorlog bereikte de productie van vrijloopnaven haar hoogtepunt, met een wekelijkse productie van 80.000 stuks en een jaarproductie van 4 miljoen. 
In de jaren vijftig en zestig werd Villiers een grote fabrikant van één- en tweecilinder tweetakt- inbouwmotoren tussen 98- en 350cc die door vele merken werd toegepast. Vooral de 269cc versie werd immens populair.
In 1957 ging het bedrijf samen met J.A. Prestwich Industries, een grote fabrikant van viertakt- inbouwmotoren., waardoor men nu zowel op twee- als viertaktgebied inbouwmotoren kon leveren. In 1962 maakte men tweetaktmotoren en dieselmotoren tussen 1/3 en 16 pk. De tweetakten werden in vele Britse motorfietsen ingebouwd, terwijl de dieselmotoren werden toegepast in motormaaiers, cultivatoren, betonmolens, generatoren, liften, pompen etc.

## Norton-Villiers en Norton-Villiers-Triumph
In 1964 werd het bedrijf overgenomen door Manganese Bronze Holdings, dat later ook eigenaar zou worden Associated Motor Cycles, een concern bestaande uit o.a. Norton, AJS en Matchless. Het bedrijf ging Norton-Villiers heten, en na de overname van de BSA-groep, bestaande uit BSA, Triumph en Carbodies, werd het NVT (Norton-Villiers-Triumph). De motorblokken werden nog steeds in de oude Villiers-fabriek gemaakt. In 1962 werd onder de merknaam Villiers een V4 motorfiets van 500 cc gebouwd.
Na de sluiting van de Norton-fabriek ging ook de productie van Norton naar de Villiers fabriek in Wolverhampton. Toen de productie van de Norton Commando in 1975 werd beëindigd sloot de Villiers-fabriek.
In 1999 nam Villiers het bedrijf Ultamind over. Dit bedrijf hield zich bezig met de gezondheidszorgproducten, met name computerprogramma's die in de psychiatrie werden gebruikt. Het bedrijf heet tegenwoordig Ultasis.